# CKOF-FM
CKOF-FM s'identifiant sous le nom de 104,7 FM est une station de radio québécoise diffusant sur la fréquence 104,7 MHz sur la bande FM à partir des studios, du 125 rue Jean-Proulx à Gatineau, une station Cogeco Média et faisant partie du réseau FM Parlé avec le 98,5 Montréal en tête.

## Historique
CJRC est lancée le 3 juin 1968 à Gatineau par Radiomutuel en tant que station-sœur de CJMS de Montréal à la fréquence 1 150 kHz sur la bande AM. Elle faisait compétition à CKCH (en), propriété de Télémédia. Cette dernière fut fermée abruptement lors du vendredi noir le 30 septembre 1994.
Le 24 novembre 2006, le CRTC autorise la station à passer sur la bande FM à la fréquence 104,7 MHz avec une puissance apparente rayonnée moyenne de 2 900 watts. Le changement a eu lieu le 16 avril 2007.
Le 30 avril 2010, Cogeco a annoncé l'achat des stations de Corus Québec pour 80 $ millions, transaction qui fut approuvée par le CRTC le 17 décembre 2010. Cogeco a pris le contrôle de CJRC-FM ainsi que des stations de radio de Corus Québec le 1er février 2011.
CJRC-FM est devenue une station du réseau CKOI le 21 février 2011. Au cours de l'année 2011, CJRC-FM a changé ses lettres d'appel pour CKOF-FM.
Le 20 juin 2012, Cogeco annonce que les stations CKOI de Sherbrooke, Trois-Rivières et Gatineau passeront d'un format hybride musical-parlé à un format parlé à compter du 20 août.

## Animateurs
- Michel Langevin (Que l'Outaouais se lève)
- Louis Philippe Brulé (LP le midi)
- Frédéric Bisson (L'Outaouais maintenant)
- Samuel Glaude (Classiques 80-90)

### Animateurs réseau
- Louis-Philippe Guy (La nuit en direct et Les grands titres)
- Marie-Eve Tremblay (Radio-Textos)
- Nathalie Normandeau (La commission)
- Luc Ferrandez (La commission)
- Philippe Cantin (Le Québec maintenant)

### Anciens animateurs
- Roch Cholette (Solide comme le roch)
- Doc Mailloux et Josey Arsenault (Le Doc Mailloux et Josey)
- Ron Fournier (Bonsoir les sportifs)
- Isabelle Maréchal (Isabelle)

## Diffuseur officiel
- Le Rouge et Noir d'Ottawa, équipe de la LCF
- Les Alouettes de Montréal, équipe de la LCF
- L'Impact de Montréal, équipe de la Major League Soccer
- Les Olympiques de Gatineau, équipe de la LHJMQ

## Logos

Premier logo Souvenirs Garantis
Deuxième logo Souvenirs Garantis
Logo de CKOI 104,7